# Pseudogymnoascus destructans
Espèce
Pseudogymnoascus destructans est un champignon psychrophile de la famille des Pseudeurotiaceae, responsable du syndrome du nez blanc, épizootie affectant les chauves-souris en Amérique du Nord, avec un risque sérieux de destruction d'espèces. Contrairement aux espèces de Geomyces, P. destructans forme des conidies asymétriquement incurvées. Pseudogymnoascus destructans pousse très lentement dans des milieux artificiels et ne peut pas croître à des températures supérieures à 20 °C. Il peut croître entre 4 °C à 20 °C, soit les températures trouvées dans les lieux d'hibernation. Une évaluation phylogénique revèle que cet organisme devrait être reclassé sous la famille des Pseudeurotiaceae, changeant son nom en Pseudogymnoascus destructans.

## Histoire
En 2008, Blehert et al. décrivent le champignon pathogène associé au syndrome du nez blanc comme membre du genre Geomyces. En 2009, Gargas et al. sont les premiers à décrire le champignon comme une espèce unique ; le nom spécifique qu'ils ont choisi, destructans, signifie "détruire". Le fonge est définitivement identifié comme la cause du syndrome chez les chauves-souris, selon des recherches publiées en 2011 par des scientifiques de l'Institut d'études géologiques des États-Unis. On ne savait pas auparavant si ce fonge était la principale cause du syndrome ou un pathogène opportuniste associé à la maladie, bien que des preuves solides suggèrent que le champignon était l'agent étiologique. En 2013, une analyse de la relation phylogénétique indique que ce fonge est plus étroitement lié au genre Pseudogymnoascus qu'au genre Geomyces, changeant son nom binominal en Pseudogymnoascus destructans.

## Biologie

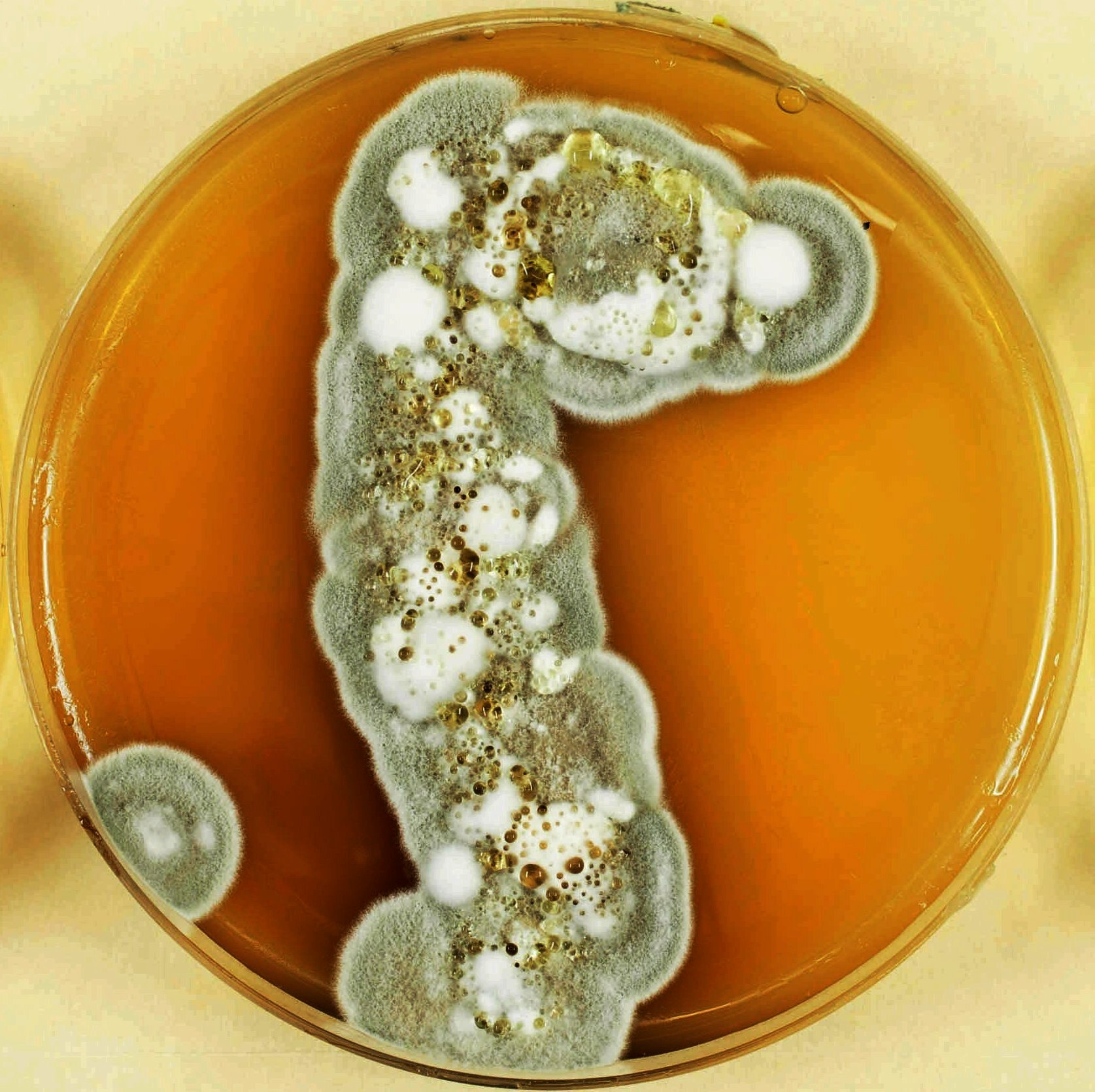
Colonie grise de Pseudogymnoascus destructans sur de la gélose de Sabouraud

Pseudogymnoascus destructans est un fonge psycrophile, capable de croître en dessous de 10 °C et avec une limite supérieure près de 20 °C. Ce fonge produit des colonies brunes et grises, sécrète un pigment brunâtre et se reproduit de manière asexuée par des conidies courbes caractéristiques lorsqu'il est cultivé sur de la gélose de Sabouraud. Les conidies asymétriques incurvées sont produites aux extrémités ou sur les côtés individuellement ou en courtes chaînes. Des arthroconidies peuvent être présentes et subir une séparation rhexolytique. La recherche montre que P. destructans pousse de façon optimale entre 12,5 et 15,8 °C, avec une limite de croissance supérieure d'environ 20 °C. Le taux de croissance in vitro de P. destructans serait très lent ; cependant, plusieurs études montrent que tous les isolats de P. destructans ne croissent pas au même rythme. P. destructans se développe comme un pathogène opportuniste sur les chauves-souris, provoquant le syndrome du nez blanc, mais il peut également persister dans l'environnement de la grotte en tant que saprotrophe. P. destructans peut croître et sporuler (se reproduire de façon asexuée par conidiation) sur des substrats kératiniques, chitineux, cellulosiques et riches en lipides, y compris des poissons morts, des corps de fruits de champignons et des insectes morts. P. destructans s'est avéré utiliser de nombreuses sources d'azote : nitrate, nitrite, ammonium, urée et acide urique. Bien que P. destructans puisse pénétrer les cellules de mousse sénescentes, les débris cellulosiques peuvent ne pas être un substrat à long terme pour la colonisation. P. destructans peut tolérer des niveaux élevés de composés soufrés inhibiteurs de l'environnement (cystéine, sulfite et sulfure), croître sur une large gamme de pH (pH 5-11), tolérer des niveaux environnementaux élevés en calcium ; cependant, P. destructans s'est révélé intolérant au stress hydrique induit par les matières.
Activité enzymique
Dans des conditions de laboratoire, on a démontré que Pseudogymnoascus destructans produit de nombreuses enzymes, y compris la β-glucosidase, l'hydrolase EC 3.1, la lipase, la leucine et la valine, l'hexosaminidase, le naphtol-AS-B1-phosphohydrolase, à la fois des acides et phosphatases alcalines, des protéinases et des uréases, alors le test est négatif pour la cystine, l'α-chymotrypsine, l'alpha-galactosidase et la bêta-Galactosidase, la bêta-glucuronidase, l'α-fucosidase, l'alpha-Mannosidase et la trypsine. D'importants facteurs de double virulence trouvés chez P. destructans et de nombreux autres champignons pathogènes comprennent l'uréase, la protéinase (aspartylle) et la superoxyde dismutase.

## Répartition
Pseudogymnoascus destructans est originaire d'Eurasie, probablement d'Europe.
En Amérique du Nord, P. destructans est détecté pour la première fois en 2006 dans l'état de New York (États-Unis), alors que des chauves-souris sont touchées par le syndrome du nez blanc. Le champignon y a vraisemblablement été introduit à partir de la région de Podolie, dans l'ouest de l'Ukraine, en lien avec des excursions spéléologiques. 
La répartition européenne actuelle de P. destructans comprend l'Allemagne, l'Autriche, la Belgique, le Danemark, l'Estonie, la France, la Hongrie, les Pays-Bas, la Pologne, le Royaume-Uni, la Roumanie, la Slovaquie, la Suisse, la République tchèque, la Turquie, l'Ukraine.
La répartition géographique en Amérique du Nord de P. destructans continue d'augmenter depuis son introduction initiale dans l'État de New York. Sa répartition en 2019 comprend 38 États aux États-Unis et au moins 7 provinces canadiennes.

## Espèces de chauve-souris affectées parPseudogymnoascus destructans
En Europe, les espèces de chauves-souris dont il a été démontré qu'elles peuvent être infectées par P. destructans sont : Barbastella barbastellus, Eptesicus nilssonii, Myotis bechsteinii, Myotis blythii, Myotis brandtii, Myotis dasycneme, Myotis daubentonii, Myotis emarginatus, Myotis myotis, Myotis mystacinus, Myotis nattereri, Plecotus auritus, Rhinolophus hipposideros. Des décès à grande échelle chez les chauves-souris européennes ne sont pas signalés.
En Amérique du Nord, P. destructans infecte une dizaine d'espèces de chauves-souris : Eptesicus fuscus, Myotis austroriparius, Myotis evotis, Myotis grisescens, Myotis leibii, Myotis lucifugus, Myotis septentrionalis, Myotis sodalis, Myotis thysanodes, Myotis velifer, Myotis volans, Myotis yumanensis, Perimyotis subflavus. Des espèces et sous-espèces de chauves-souris sur lesquelles Pseudogymnoascus destructans a été détectée n'ont pas développé le syndrome du nez blanc : Corynorhinus rafinesquii, Corynorhinus townsendii, Lasionycteris noctivagans, Lasiurus borealis, Myotis ciliolabrum (en), Tadarida brasiliensis.

## Impacts sur les Chauves-Souris
Les spores blanches du champignon attaquent principalement les parties dépourvues de poil de l’animal, comme le museau, les pattes et les ailes, où elles provoquent des démangeaisons qui réveillent les chauves-souris durant leur hibernation. Ces réveils fréquents font en sorte que les chauves-souris épuisent leurs réserves de graisse avant l’arrivée du printemps et en périssent. Le champignon peut ainsi tuer des colonies entières de chauves-souris en un seul hiver.

## Agents de contrôle
En 2011, plusieurs composés (antifongiques, fongicides et biocides) se sont avérés inhiber efficacement la croissance de P. destructans, notamment le chlorure de benzalkonium, le chloroacetoxyquinoline, la chloroxine, le ciclopirox, l'éconazole, l'acétate phénylmercurique, le pyrithione de zinc, le sulconazole. La même étude montre que P. destructans est sensible à l'amphotéricine B, l'itraconazole, le kétoconazole, le posaconazole et le voriconazole, tandis que le fonge présente une certaine résistance à l'anidulafungine, à la caspofungine, à la flucytosine et à la micafungine. Une étude de 2014 identifid plusieurs composés organiques volatils (benzaldéhyde, benzothiazole, décanal, nonanal, N,N-diméthyloctylamine et 2-éthyl-1-hexanol) précédemment identifiés à partir de sols fongistatiques, ce qui démontre l'inhibition de l'extension mycélienne à la fois et croissance des conidies.
Une étude de 2015 montre que Rhodococcus rhodochrous peut inhiber la croissance de P. destructans.
Une étude s'intéresse à la génétique compétitive pour étudier l'histoire évolutive de P. destructans par rapport à six espèces non pathogènes étroitement apparentées. Elle montre qu'en raison d'une enzyme perdue, P. destructans n'a pas la capacité de réparer l'ADN endommagé par la lumière ultraviolette (UV). Des recherches sont en cours pour voir s'il existe une méthode pratique pour que les chauves-souris activent un système UV lorsqu'elles entrent et sortent d'un hibernaculum et traitent leur infection. Ce n'est pas une solution à long terme, cela peut suffire à éviter l'effondrement de la population, permettant à l'espèce de faire évoluer ses propres défenses contre le champignon comme l'ont fait les chauves-souris eurasiennes.